# 玉井たけし
玉井 たけし（たまい たけし、1960年9月20日 - 2004年11月7日）は、日本の漫画家。大阪府出身。
主に『コロコロコミック』、学年誌で活躍。ウルトラマンなどの既存有名キャラクターやホビーを扱ったギャグ作品を多く執筆。

## 略歴
- 1960年9月20日、大阪府で生まれる。
- 1979年（昭和54年）、『早朝マラソン大暴走!』（鹿児島名古屋〈かごしま なごや〉名義）で第10回赤塚賞佳作となる[4]。
- 1985年（昭和60年）、第9回藤子不二雄賞を『おじゃまロボット・ニンポーマン』（玉井 猛（たまい たけし）名義）で受賞[1][4]。同年、『リトルマックス』（月刊コロコロコミック）でデビュー[1]。
- 2004年11月7日、急逝。享年44。長い間、特殊な内臓疾患を患っていた。当時学年誌で担当していた読者ページはむさしのあつしが後任を務めた。関係者によって遺体が発見された時、机に向かい、ペンを持ったままの状態で倒れていたという。

## 主な作品リスト
- 肉戦士ブタマン（月刊コロコロコミック 1986年1月号 - 5月号連載）
- じゃん!!ケンポーくん（小学五年生 1986年4月号 - 1987年3月号連載）
- ウルトラ屋のマン太くん（月刊コロコロコミック 1986年7月号）
- 魔界ゾンべえ（月刊コロコロコミック 1986年8月号 - 1988年5月号連載、別冊コロコロコミックスペシャル 14号 - 16号連載・全2巻）
- カットビ忍者もんじゃくん（小学五年生 1987年4月号 - 1988年1月号連載）
- ビックリマン（小学二年生 1987年11月号 - 1990年11月号連載）
- 霊幻キョンべえ（月刊コロコロコミック 1988年7月号）
- ウルトラ怪獣かっとび!ランド（月刊コロコロコミック 1988年10月号 - 1993年4月号連載、別冊コロコロコミックスペシャル 24号〈1988年10月〉 - 42号〈1991年10月〉連載、コロコロコミック増刊号 1989年スーパー新年増刊号 - 1991年夏休み増刊号連載、小学二年生 1990年11月号 - 1993年1月号連載、小学三年生 1991年5月号掲載、小学五年生1990年8月号 - 1991年3月号連載、てれびくん 2002年11月号 - 2004年11月号連載・全10巻）
  - ウルトラ怪獣4コマ大笑いショー（月刊コロコロコミック 1989年3月号 - 11月号連載）
  - ウルトラ怪獣かっとび!グレート（月刊コロコロコミック 1995年6月号 - 11月号連載、てれびくん 1995年7月号 - 9月号連載）
  - ウルトラ怪獣かっとび!ブラザーズ（てれびくん 1995年10月号 - 1996年1月号連載）
  - ウルトラ怪獣かっとび!ゼアス（てれびくん 1996年2月号 - 連載）
  - ウルトラ怪獣かっとび!コスモスくん（てれびくん 2001年4月号 - 6月号、2001年11月号 - 2002年10月号連載）
  - ウルトラ怪獣かっとび!ランドDNA（ウルトラマンDNA 2004年連載）
- アフターマン（小学五年生 1989年5月号 - 1990年8月号連載）
- ウルトラコイン伝説（月刊コロコロコミック1989年12月号・1990年1月号連載）
- うひょひょ〜突撃!ブンボーグ（小学五年生 1991年5月号 - 1992年3月号連載）
- うたう!大龍宮城（原作：石ノ森章太郎、ぴょんぴょん 1992年3月号 - 7月号連載）
- 仮面ライダーSD爆走笑学校（原作：石ノ森章太郎、小学二年生 1992年5月号 - 1993年3月号連載、小学三年生 1992年4月号 - 1993年9月号連載、小学四年生 1992年2月号 - 1994年1月号連載、小学五年生 1992年4月号 - 1994年2月号連載）
- ナンジャ忍者!もんじゃくん（月刊コロコロコミック 1992年12月号 - 1994年11月号連載・全3巻）
- エスパークス（小学一年生 1994年2月号 小学二年生 1993年4月号 - 1994年6月号）
- ばばばくんとおーにたくん（小学五年生 1994年4月号 - 9月号連載）
- 忍者ハットトリックくん（小学五年生 1994年10月号 - 1995年10月号連載、小学六年生 1993年11月号 - 1995年3月号連載・全1巻）
- 突撃記者シュッポッポくん（月刊コロコロコミック 1994年12月号 - 1995年2月号連載）
- 超念写探偵団 霊怪念写!イッパツくん（月刊コロコロコミック 1996年4月号 - 12月号連載）
- 爆笑ミニ四レーサー怪走くん（小学五年生 1996年2月号 - 3月号連載、小学六年生 1996年1月号 - 1997年3月号連載）
- ビーダまん吉（小学五年生 1996年10月号 - 1997年3月号連載）
- ウルトラマンゼアス（てれびくん 1997年 - 1998年連載）
- はれときどきぶた（原作：矢玉四郎 小学一年生 1997年9月号 - 1998年8月号連載）
- まんがでわかるパソコンの素（小学五年生 1997年9月号 - 1998年2月号連載）
- ろぼっとポリスゴヨーダくん（月刊コロコロコミック 1997年1月号 - 1998年6月号連載・全2巻）
- 爆笑戦隊ヨーヨーMEN（小学五年生 1998年3月号 - 1999年1月号連載、小学六年生 1998年4月号 - 1998年12月号連載、小学二年生 1998年7月号 - 9月号連載）
- かなり桃たろう（月刊コロコロコミック1998年8月号 - 1999年6月号連載・全1巻）
  - 桃太郎電鉄jr. 全国ラーメンめぐりの巻 公式ガイドブック（1998年、小学館、掲載されているマンガを担当）
- なぞなぞ怪人ゾナーくん（月刊コロコロコミック 1999年10月号 - 2001年5月号連載・全3巻）
- ベイブラ（小学五年生 2000年1月号 - 12月号連載）
- レッツ★ベイブレード（小学四年生 2000年4月号 - 9月号連載）
- 探偵少年カゲマン（原作：山根青鬼 小学二年生 2001年4月号 - 2002年3月号連載）
- かっとび!!シュレック（月刊コロコロコミック 2002年1月号連載）
- 魔法キッズ ないしょのクルミラ!（月刊コロコロコミック 2002年2月号 - 11月号連載）
- それいけ!!ボンバーマンジェッターズ（月刊コロコロコミック 2003年4月号 - 11月号連載・全1巻）
- スーパーボンバーマン（全2巻）
- 爆笑ベースボール! モーだメジャー!!
  - マツザカくんとたのしいなかまたち
- Bビーダマン爆笑伝
  - Bビーダマン爆笑伝V
- キョロちゃん
- ポケモン全キャラ2コマまんが全集 - 遺作